# هورتنسیا مارکاری
هورتنسیا مارکاری (انگلیسی: Hortência Marcari؛ زادهٔ september ۲۳, ۱۹۵۹ (۶۵ سال)) ورزشکار بسکتبال اهل برزیل است.
وی در مسابقات کشوری و بین‌المللی در مجموع برندهٔ ۲ مدال طلا، ۲ مدال نقره، ۱ مدال برنز شده‌است.